# Mensdorf
Mensdorf (luxembourgeois : Menster) est une section de la commune luxembourgeoise de Betzdorf située dans le canton de Grevenmacher.

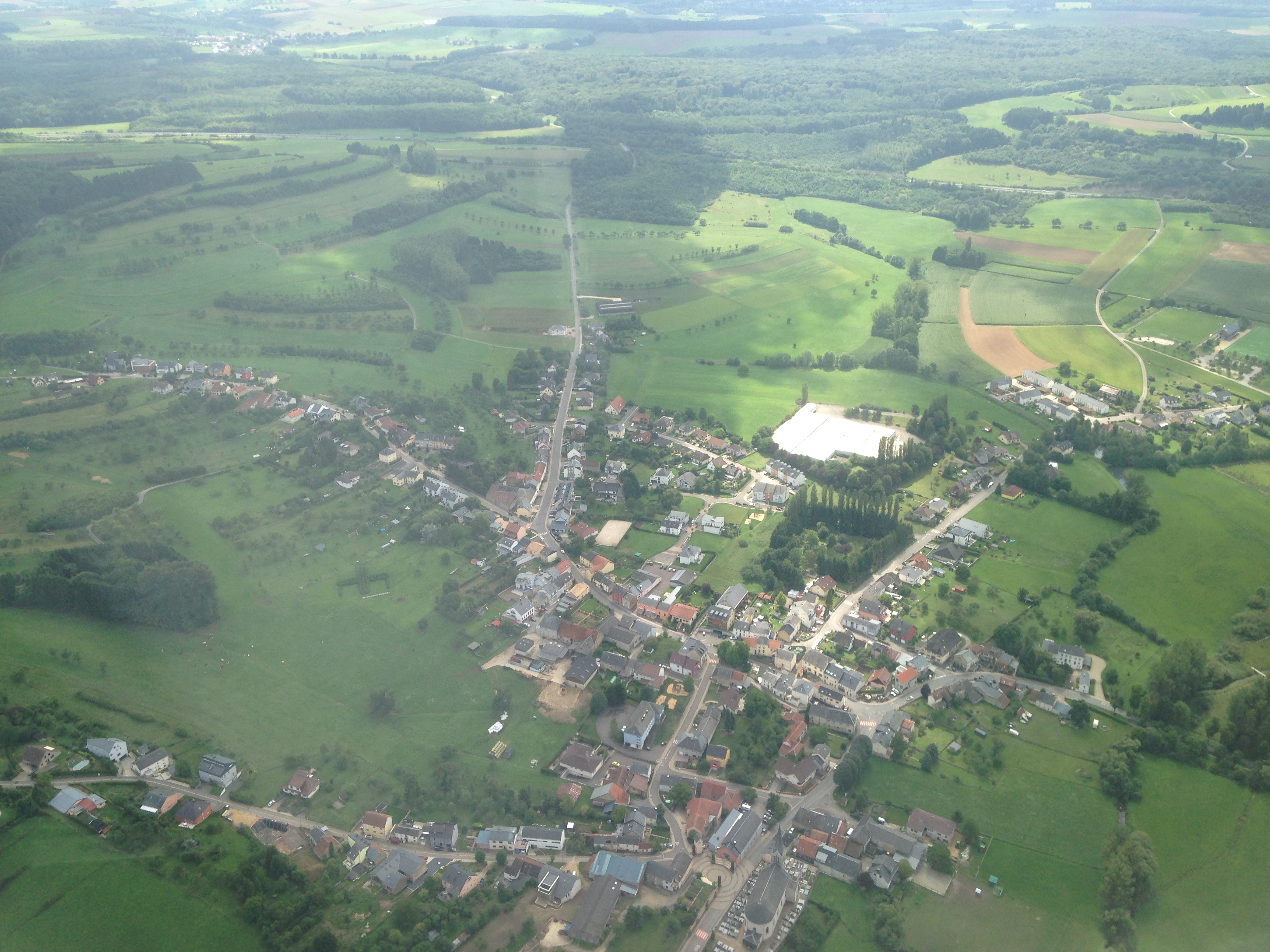
vue aérienne